# 김준우 (아나운서)
김준우(1973년 ~ )는 대한민국의 아나운서다.

## 경력
- (구) iTV 경인방송 아나운서
- (구) XTM WWE 전문 캐스터
- (구) Xports (현 SBS Biz) 아나운서 겸 캐스터
- OBS 경인TV 아나운서
- OBS 경인TV 앵커

## 진행
- WWE 러 (2005년 ~ 2009년)
- 프로야구 중계방송
- 행복한 경기의정 <민생돋보기> (2017년 ~ 2021년)
- OBS 뉴스 M (2013년 5월 4일 ~ 2019년 5월 26일)
- OBS 뉴스 745 (2019년 6월 1일 ~ 2019년 10월 27일)
- OBS 뉴스중심 (2019년 11월 2일 ~ 2021년 10월 31일)
- 통쾌하다 스포츠 진행 (2011년 ~ 2013년)
- OBS 스포츠 뉴스 (2009년)
- OBS 김준우의 모닝스포츠 (2009년)
- OBS 뉴스라인 인천-경기 (2021년 11월 1일 ~ 2023년 3월 24일)

## 수상 경력
- 2009년 제15회 대한민국 아나운서 대상 스포츠 캐스터상